# Trévou-Tréguignec

Trévou-Tréguignec este o comună în departamentul  Côtes-d'Armor, Franța. În 1 ianuarie 2022 avea o populație de 1.581 de locuitori.